# 篠原華実
篠原 華実（しのはら はなみ、1996年8月9日 - ）は、日本の女子バスケットボール選手である。ポジションはガードフォワード。Wリーグのデンソーアイリス所属。愛媛県出身。

## 来歴
聖カタリナ学園高校3年次にU18日本代表主将を務めた。
2015年、デンソーアイリスに加入。

## 経歴
- 聖カタリナ学園高 - デンソー（2015年-）

## 日本代表歴
- 2014 U18アジアカップ